# Ruwe pissebed
De ruwe pissebed of gewone pissebed (Porcellio scaber) is een in Nederland en België zeer algemene soort landpissebed uit de klasse van de Malacostraca of hogere kreeften.

## Algemeen
De ruwe pissebed is een cultuurvolger die oorspronkelijk uit Europa komt, maar tegenwoordig tot in Nieuw-Zeeland te vinden is. De habitat maakt niet veel uit, als er maar vochtige rottende plantendelen zijn. Naast tuinen, waar veel mensen de pissebed van kennen, komen ze voor van bossen tot graslanden. De ruwe pissebed is gevoeliger voor uitdroging dan andere soorten, en komt veelvuldig voor in kelders, onder bloempotten en voelt zich prima thuis in sterk gecultiveerde gebieden tot in grote steden. Het is een klein diertje met stevige monddelen waarmee zelfs hout vermalen kan worden. De pissebed leeft van plantaardig materiaal, zoals rottend hout en bladeren. De pissebed heeft vele vijanden, zoals insecten, spinnen, amfibieën en vogels. Een dier dat dol is op pissebedden en zich zelfs heeft gespecialiseerd in het vangen en kraken van deze diertjes, is de roodwitte celspin (Dysdera crocata).
Omdat ze geleedpotigen zijn, moeten ook ruwe pissebedden regelmatig vervellen. Ze doen dat in twee stappen. Eerst laat het achterste deel van het pantser los en na enkele dagen het voorste deel. Dit komt doordat de pissebed na een vervelling nog een zacht pantser heeft en veel kwetsbaarder is. Als het voorste deel eraf valt, is het achterste deel al hard geworden. Hierdoor is er altijd een harde kant ter bescherming en bovendien verdampt er meer water uit een zacht pantser, waardoor de kans op uitdroging kleiner is als in twee delen wordt verveld.

## Beschrijving
De ruwe pissebed heeft zoals alle pissebedden een duidelijk gesegmenteerd, langwerpig ovaal en afgeplat lichaam met een grijze kleur. Op de rugsegmenten zijn vele, zeer kleine wrat-achtige bobbeltjes aanwezig die een ruw oppervlak veroorzaken. De pissebed bestaat van voor naar achter uit twee vrij lange, gesegmenteerde antennes en een kleine kop die de vorm van een kroon heeft. De kunstig gevormde samengestelde ogen bestaan uit een groepje ocelli aan weerszijden van de kop, de pissebed kan hier overigens niet best mee zien.
Het lichaam van de ruwe pissebed bestaat uit segmenten waarvan er zeven tot de borststuksegmenten behoren en elk een paar poten dragen. De achterlijfssegmenten dragen geen poten. Aan de achterzijde zijn aan de buikzijde de pleopoden te zien waarop kieuwen zitten die zorgen voor de ademhaling. Ten slotte heeft de pissebed twee stekelachtige uitsteeksels aan de achterzijde die een tastfunctie hebben, de uropoden of borstelpoten. Bij verstoring kan de pissebed al zijn ledematen intrekken onder het rugpantser.
De kleur van de ruwe pissebed is meestal grijs, met lichtere randen van de segmenten en vaak lichtere tot gelige vlekjes op de rug. Een belangrijk verschil met de kelderpissebed (Oniscus asellus) is het ontbreken van wazige, schimmelachtige grote witte vlekken op de bovenzijde. Soms komen ook meer bruin-oranje exemplaren voor, hoewel deze zeldzaam zijn. Ook purperachtige exemplaren komen voor, maar deze zijn geïnfecteerd met een iridovirus, waarna verbindingen in het afgestorven weefsel de pissebed blauw kleuren. Eenmaal blauw leeft de pissebed doorgaans niet lang meer.

## Voortplanting
Na de paring in de lente vervelt het vrouwtje, waarbij een broedzak wordt gevormd, hierin worden enkele tientallen eitjes afgezet. Het vrouwtje draagt de eitjes 6 tot 7 weken met zich mee, waarna de nimfen worden geboren die nog enige dagen in de buidel blijven. Deze buidel is duidelijk te zien op de buikzuide van de vrouwtjes als een gelige bobbel. De nimfen worden geboren met slechts zes borstsegmenten en zes paar poten, na de eerste vervelling krijgen ze het zevende segment en na de tweede vervelling ook het zevende potenpaar en lijken ze al op de ouders. De jongen zijn zeer gevoelig voor uitdroging en predatie en verstoppen zich zo veel mogelijk.

## Waterhuishouding
Net als andere landbewonende pissebedden kan ook deze soort alleen overleven in vochtige omstandigheden; de grootste vijand van deze soorten is uitdroging. Dit komt doordat pissebedden met hun pleopoden op de buik ademhalen en deze moeten altijd vochtig blijven. De pleopoden bezitten een wijdvertakt systeem van zeer fijne buisjes en kunnen beschouwd worden als een soort primitieve longen. Ze zijn van de bovenzijde niet te zien. Hiernaast hebben landpissebedden een ammoniak- en dus waterdoorlatend pantser waardoor ze continu transpireren. De pissebed hoeft ondanks de naam nooit te plassen, omdat de stikstofverbindingen (ammoniak) het lichaam verlaten via  verdamping door het exoskelet. Pissebedden worden meestal in groepen aangetroffen en ook dit heeft met hun behoefte aan vochtigheid te maken; als ze tegen elkaar aan zitten, verdampt er minder water per pissebed dan wanneer ze allemaal los van elkaar zouden zitten. Ze kunnen waarschijnlijk ook de geur van soortgenoten waarnemen om elkaar zo beter te kunnen vinden.
De ruwe pissebed kan als hij is uitgedroogd water drinken door de uropoden, de twee staart-achtige aanhangsels aan de achterzijde van het lichaam, in het water te laten zakken. De uropoden bestaan uit een buiten- en een binnendeel. Dit laatste deel lijkt op een buisje waar het water door de capillaire werking water wordt opgezogen. Een teveel aan water kan worden afgegeven door de uropoden op een droge bodem te drukken.